# Montford Scott
Pour les articles homonymes, voir Scott.
Montford Scott, né autour des années 1550 près de Norwich dans le comté de Norfolk et mort le 1er juillet 1591 à Londres, est un prêtre catholique anglais accusé de trahison et exécuté sous le règne d'Elizabeth Ier.

## Biographie
Sur la vie de Montford Scott nous ne possédons que peu d'informations. Nous ignorons s'il est issu d'une famille restée fidèle à l'Église catholique ou bien s'il est un converti. En 1574 il est inscrit au collège anglais de Douai et se prépare à la prêtrise. Pour une raison inconnue il retourne en Angleterre en 1575 comme diacre accompagné de Dominic Vaughan prêtre. Il est arrêté une première fois en décembre 1576. Par peur, et probablement aussi après tortures, il collabore avec les autorités et trahit plusieurs de ses confrères et autres catholiques vivant à Londres et dans le Essex. Libéré il retourne sur le continent. Pardonné il lui est permis de finir sa formation théologique et d'être ordonné prêtre à Bruxelles en 1577. Malgré les risques il retourne en Angleterre manquant de peu d'être capturé en mer par des pirates.
Pendant plusieurs années il vit caché au service des catholiques du pays. Il circule entre le Kent, le Norfolk, le Suffolk, le Lincolnshire et le Yorkshire. Il est une seconde fois capturé en 1578 à Cambridge puis libéré ses livres confisqués. En 1584 il est trahi et finit par être capturé à York avec son cousin Brian Lacey qui l'assistait dans sa mission. Il est conduit à Londres où il passe 7 ans en prison avant d'être libéré moyennant paiement et à condition qu'il quitte le pays. Il semble avoir accepté le marchandage. Néanmoins il est arrêté alors qu'il visitait des prisonniers catholiques enfermés dans la prison du château de Wisbeach. Il est enfermé à la prison de Newgate et est à nouveau jugé en 1591. Cette fois-ci les juges se montrent moins cléments. Dans un contexte de tensions exhaserbées entre le Pape et la couronne anglaise il est condamné à mort pour Haute trahison, son délit étant d'avoir été ordonné prêtre hors du royaume. Avec lui est jugé et condamné à mort George Beesley. On lui réserve le supplice réservé aux traîtres à savoir pendaison, éviscération et écartèlement.

## Vénération
En 1987, Montford Scott est reconnu comme martyr catholique et est béatifié par le pape Jean-Paul II en même temps que 84 autres martyrs anglais. Aussi comptabilité parmi les martyrs de Douai il est vénéré par l'Église catholique le 29 octobre avec les autres martyrs de Douai et individuellement le 1 juillet.